# Gypothamnium pinifolium
Gypothamnium pinifolium Phil., 1860 è una specie di piante angiosperme dicotiledoni della famiglia delle Asteraceae. È l'unica specie del genere Gypothamnium Phil., 1860.

## Descrizione
Questa specie ha un habitus erbaceo perenne arbustivo. La ramificazione delle piante è moderata; gli steli sono glabri. Queste piante sono prive di lattice.
Le foglie lungo il caule sono disposte in modo spiralato e ascendente. Le foglie sono semplici e intere con lamine lineari-filiformi; talvolta sono carnose. Le foglie sono persistenti.
Le infiorescenze sono composte da capolini terminali e solitari, mediamente grandi. I capolini di tipo radiato ed eterogami sono formati da un involucro a forma di coppa composto da brattee (o squame) all'interno delle quali un ricettacolo fa da base ai fiori di due tipi (più o meno): tubulosi (centrali del disco) e ligulati (periferici del raggio). Le brattee, simili a foglie e glabre, disposte su alcune serie in modo embricato sono di vario tipo e consistenza. Il ricettacolo a forma piatta è nudo (senza pagliette).
I fiori sono tetraciclici (a cinque verticilli: calice – corolla – androceo – gineceo) e in genere pentameri (ogni verticillo ha 5 elementi). I fiori sono eteromorfi (o dimorfici con forme diverse): quelli periferici sono femminili e uniseriali e fertili; quelli interni del disco sono numerosi ed ermafroditi.
- Formula fiorale:

*/x K {\displaystyle \infty }, [C (5), A (5)], G 2 (infero), achenio
- Calice: i sepali del calice sono ridotti ad una coroncina di squame.
- Corolla: il colore delle corolle è porpora o rosa-porpora. Le corolle dei fiori del raggio (quelli periferici - fiori zigomorfi) sono bilabiate con tre denti sul labbro esterno e 2 profondi lobi attorcigliati su quello interno. Le corolle dei fiori del disco (quelli più interni - fiori actinomorfi) hanno 5 profondi lobi contorti.
- Androceo: l'androceo è formato da 5 stami con filamenti liberi e antere saldate in un manicotto circondante lo stilo.[11] Le antere in genere hanno una forma sagittata con appendici apicali troncate. Le teche sono calcarate (provviste di speroni) e provviste di code. Il polline normalmente è tricolporato (subprolato) a forma sferica (l'esina può essere microechinata).
- Gineceo: il gineceo ha un ovario uniloculare infero formato da due carpelli.[11] Lo stilo è unico e con due stigmi. Gli apici degli stigmi sono arrotondati e sono ricoperti da piccole papille (sulla parte abassiale). L'ovulo è unico e anatropo.

I frutti sono degli acheni con pappo. La forma degli acheni è più o meno spiraleggiante (raramente è compressa); le pareti possono essere costate e sono sericee (o pelose). Il carpoforo (o carpopodium) è uno stretto anello o corto cilindro oppure è assente. Il pappo (raramente è assente) è formato da setole disposte su 2 - 4 serie, sono barbate o piumose del tutto o a volte sono subpiumose solo apicalmente (quelle interne sono piatte), ed è direttamente inserito nel pericarpo o connato in un anello parenchimatico posto sulla parte apicale dell'achenio.

## Biologia
- Impollinazione: l'impollinazione avviene tramite insetti (impollinazione entomogama tramite farfalle diurne e notturne).
- Riproduzione: la fecondazione avviene fondamentalmente tramite l'impollinazione dei fiori (vedi sopra).
- Dispersione: i semi (gli acheni) cadendo a terra sono successivamente dispersi soprattutto da insetti tipo formiche (disseminazione mirmecoria). In questo tipo di piante avviene anche un altro tipo di dispersione: zoocoria. Infatti gli uncini delle brattee dell'involucro si agganciano ai peli degli animali di passaggio disperdendo così anche su lunghe distanze i semi della pianta.

## Distribuzione e habitat
Le specie di questa voce è distribuita in Cile.

## Tassonomia
La famiglia di appartenenza di questa voce (Asteraceae o Compositae, nomen conservandum) probabilmente originaria del Sud America, è la più numerosa del mondo vegetale, comprende oltre 23.000 specie distribuite su 1.535 generi, oppure 22.750 specie e 1.530 generi secondo altre fonti (una delle checklist più aggiornata elenca fino a 1.679 generi). La famiglia attualmente (2021) è divisa in 16 sottofamiglie.

### Filogenesi
La sottofamiglia Mutisioideae, nell'ambito delle Asteraceae occupa una posizione "basale" (si è evoluta precocemente rispetto al resto della famiglia) ed è molto vicina alla sottofamiglia Stifftioideae. La tribù Onoserideae nell'ambito della sottofamiglia occupa una posizione "basale" (è il primo gruppo ad essersi diviso).
Il genere Gypothamnium descritto da questa voce appartiene alla tribù Onoserideae. I caratteri distintivi per le specie di questo genere sono:
- il portamento è arbustivo con foglie lineari;
- la corolla dei fiori periferici è bilabiato-allargata (quella dei fiori centrali è tubolare con 5 profondi lobi);
- le appendici apicali delle antere sono troncate;
- i bracci dello stile sono papillosi.

Il numero cromosomico delle specie è: 2n = 72.